# هيلينا أرواخو
هيلينا أرواخو (بالإسبانية: Helena Araújo)‏ هي كاتِبة كولومبية وسويسرية، ولدت في 20 يناير 1934 في بوغوتا في كولومبيا، وتوفيت في 2 فبراير 2015 في لوزان في سويسرا.